# Anarta decepta
Anarta decepta là một loài bướm đêm thuộc họ Noctuidae. Chúng hiện hữu từ Colorado và có ở bờ biển Thái Bình Dương của Hoa Kỳ và Canada. Nó đã được phát hiện lần đầu ở Hawaii trong bẫy đèn ở Trân Châu Cảng khu vực Oahu mùa thu năm 1947.
Sải cánh dài 28–29 mm.